# 韋夫峰
60°37′S 45°36′W / 60.617°S 45.600°W
韋夫峰（英語：Wave Peak），是南極洲的山峰，位於南奧克尼群島的科羅內申島中部，處於勞斯冰川源頭，海拔高度960米，現時由南極條約體系管理。